# Frans Adam van der Duyn van Maasdam
Frans Adam van der Duyn van Maasdam (Deventer, 13 aprile 1771 – L'Aia, 19 settembre 1848) è stato un politico olandese.
Fu membro del triumvirato del 1813 che invitò il principe Guglielmo Federico d'Orange-Nassau a divenire principe sovrano dei Paesi Bassi.

## Biografia
Membro di un'antica famiglia della nobiltà medievale olandese, nel 1787 dopo aver completato la propria istruzione entrò nell'esercito della Repubblica Olandese col grado di tenente. Dal 1789 al 1791 studiò Diritto romano all'Università di Leida.
All'età di 20 anni divenne ciambellano del principe Guglielmo Federico, figlio dello stadtholder Guglielmo V. Fu politico come membro del partito orangista che si oppose al più liberale Partito dei Patrioti che era intenzionato a privare lo stadtholder dei propri poteri tradizionali. Per la sua epoca, ad ogni modo, Van de Duyn si presentava illuminato e non fece parte dell'area oltranzista del suo partito.
Dopo l'occupazione della Repubblica Olandese da parte della Francia e la fondazione della Repubblica Bataviana, si ritirò dal servizio pubblico e si dedicò agli studi. Prese in affitto il Castello di IJsselstein e qui visse con sua moglie, la baronessa Maria van der Capellen, che aveva sposato nel 1799, ma che però morì nel 1809. Van der Duyn si trovò particolarmente versato per la letteratura grazie anche alla propria fornitissima biblioteca e si dedicò in particolare alle opere di Diderot, Rousseau, Bayle, Belle van Zuylen e Goethe, venendo influenzato da tali idee. Si dichiarò opposto alla tirannia e favorevole ad una Monarchia costituzionale. Simpatizzò con alcune idee dei rivoluzionari francesi, ma si allontanò dal radicalismo dei giacobini.
Nel 1811 Van der Duyn si spostò a Le Hague dove aderì al circolo di cospiratori che facevano capo a Gijsbert Karel van Hogendorp i quali stavano pianificando una rivolta contro gli occupanti francesi. Nel novembre del 1813, quando divenne chiaro ormai che l'imperatore Napoleone Bonaparte stava perdendo la sua guerra contro la Coalizione, Van der Duyn, Van Hogendorp e Leopoldo di Limburg-Stirum presero il potere dopo un'accurata rivolta e formarono il cosiddetto Driemanschap, un triumvirato di governo che invitò subito dopo il principe Guglielmo Federico, figlio dell'ultimo stadtholder, a ritornare nei Paesi Bassi e ad accettare il titolo di principe sovrano di quella nazione. Il 30 novembre 1813 il principe Guglielmo Federico sbarcò a Scheveningen. Dopo il ritorno del principe Guglielmo, venne creata una commissione per abbozzare una costituzione. Van der Duyn fu membro di quella commissione che però venne capeggiata da Van Hogendorp. Nel 1814 venne nominato membro del Raad van State (Consiglio di Stato) e posto a capo del dipartimento governativo della Casa Reale.
Quando il principe Guglielmo Federico accettò di ascendere al trono come Guglielmo I, concesse a Van der Duyn il titolo di conte.
Dal 1817 al 1844 Van der Duyn fu governatore della regione di Zuid-Holland. Re Guglielmo I lo nominò Maresciallo di Corte nel 1825. Continuò a servire in tale carica anche sotto il regno di Guglielmo II che succedette a suo padre nel 1840. In quegli stessi anni supportò la revisione della costituzione nazionale. Nel 1848 il re nominò Van der Duyn membro del Senato per assicurarsi la maggioranza nelle revisioni costituzionali. Morì poco dopo, il 19 dicembre 1848, a L'Aia.